# تولکاپون
تولکاپون (انگلیسی: Tolcapone) دارویی است که برای درمان بیماری پارکینسون (PD) استفاده می‌شود. این دارو یک مهارکننده انتخابی، قوی و برگشت پذیر از نوع نیتروکاتکول آنزیم کاتکول-O-متیل ترانسفراز (COMT) است.
در مقایسه با انتاکاپون، یکی دیگر از مهارکننده‌های COMT نیتروکاتکول، تولکاپون نیمه عمر طولانی‌تری دارد (۲.۹ ساعت در مقابل ۰.۸ ساعت) و بهتر می‌تواند به سد خونی مغزی نفوذ کند و هم در سیستم عصبی مرکزی و هم در محیط اطراف عمل کند. با این حال، انتاکاپون برای کبد سمی کمتری دارد.

## کاربرد پزشکی
تولکاپون در درمان بیماری پارکینسون به عنوان مکمل داروهای لوودوپا/کاربی‌دوپا یا لوودوپا/بنسرازید استفاده می‌شود. لوودوپا یک پیش دارو برای دوپامین است که علائم پارکینسون را کاهش می‌دهد. کاربی‌دوپا و بنسرازید مهارکننده‌های معطر L-آمینه اسید دکربوکسیلاز (AADC) هستند.
بدون تجویز تولکاپون، اثرات مفید لوودوپا سریعتر از بین می رود و در نتیجه نوسانات حرکتی ایجاد می‌شود.

## موارد منع مصرف
ترکیب تولکاپون با مهارکننده‌های غیرانتخابی مونوآمین اکسیداز مانند فنلزین یا ترانیل سیپرومین منع مصرف دارد. تولکاپون همچنین برای افراد مبتلا به بیماری‌های کبدی یا افزایش آنزیم‌های کبدی منع مصرف دارد.

## عوارض جانبی
انتاکاپون سمیت کبدی قابل توجهی (سمیت کبدی) را به همراه دارد که کاربرد دارو را محدود می‌کند.  انتاکاپون یک جایگزین است، عمدتاً زیرا نمایه سمیت مطلوب‌تری دارد.
سمیت کبدی می‌تواند به افزایش سطوح ترانس آمینازها مرتبط باشد، اما مطالعات نشان داده‌اند که کمترین خطر را برای افرادی که از قبل بیماری‌های کبدی کنترل می‌کنند، وجود دارد. هیچ مکانیسم روشنی در این مورد دخیل نیست، اما این فرضیه وجود دارد که به دلیل جدا شدن فسفوریلاسیون اکسیداتیو، ارتباطی با تنفس غیرطبیعی میتوکندری دارد.
سایر عوارض جانبی افزایش فعالیت دوپامینرژیک، از جمله علائم گوارشی است. درمان با تولکاپون خطر ایجاد یا طولانی شدن دیس‌کینزی را دارد. این را می‌توان با کاهش دوز لوودوپا خنثی کرد. این به این دلیل است که تجویز تولکاپون منجر به تجمع متیل دهنده بیولوژیکی S-آدنوزیل-L-متیونین (SAM) در جسم مخطط می‌شود که علائم پارکینسون را القا می‌کند.
علائم گوارشی شامل حالت تهوع و اسهال است. عوارض جانبی دوپامینرژیک بیشتر شامل افت فشار خون ارتواستاتیک، خشکی دهان، تعریق و سرگیجه است. تولکاپون باعث اسهال شدیدتر از انتاکاپون می‌شود.  این شایع ترین دلیل برای خاتمه درمان در مطالعات بود. تغییر رنگ ادرار ناشی از متابولیت های تولکاپون زرد است که از راه ادرار دفع می‌شود و بی‌ضرر است.